# Кривицьке
Кривицьке (до 2009 року — Кривецьке) — село в Україні, у Козелецькій селищній громаді Чернігівського району Чернігівської області. Населення становить 24 особи. До 2016 орган місцевого самоврядування — Білейківська сільська рада.

## Походження назви
Назву села, можливо, походить від назви племені східних слов'ян — кривичів, які проживали тут у 6–9 століття.

## Історія
На 1800 рік - хутір, де мешкала 1 душа (дорослий чоловік, кількість жінок і дітей не відома). 
12 червня 2020 року, відповідно до розпорядження Кабінету Міністрів України № 730-р «Про визначення адміністративних центрів та затвердження територій територіальних громад Чернігівської області», увійшло до складу Козелецької селищної громади.
19 липня 2020 року, в результаті адміністративно - територіальної реформи та ліквідації Козелецького району, село увійшло до складу Чернігівського району Чернігівської області.

## Населення
1859 - 19 дворів, 69 мешканців.
1901 - 150 мешканців.
1923 - селище Білейківської сільради Козелецького району Ніжинської округи, 63 двори, 270 мешканців.

### Мова
Розподіл населення за рідною мовою за даними перепису 2001 року:
| Мова            | Кількість | Відсоток |
| --------------- | --------- | -------- |
| українська      | 41        | 97.62%   |
| російська       | 1         | 2.38%    |
| інші/не вказали | 1         | 0.09%    |
| Усього          | 42        | 100%     |